# Alliance de Secondigliano
L'Alliance de Secondigliano (en italien : Alleanza di Secondigliano) est une coalition de plusieurs clans camorristes basés à Naples et à son arrière-pays, exerçant un monople sur le trafic de drogue, les rackets et l'extorsion dans de nombreux quartiers de la ville depuis les années 90.
Elle s'est étendue aux Pays-Bas et en Espagne, multipliant ses intérêts dans le trafic international de drogue et le blanchiment d'argent.

## Débuts
Au départ, l'Alliance de Secondigliano est composée des clans Licciardi, Contini (en) et Lo Russo de Naples, de Mallardo (en) et de Giugliano. Elle est initiée par  Gennaro Licciardi, ayant créé son clan dans les années 90 à Secondigliano, une banlieue nord de Naples.
L'alliance a dominé le monde criminel napolitain dans les années 90 avec des criminels comme Eduardo Contini (en) et Francesco Mallardo (en). Lorsque ses trois dirigeants moururent ou furent emprisonnés, c'est Maria Licciardi qui devint la cheffe de l'alliance jusqu'à  son arrestation. Sous sa direction, l’alliance est devenue plus organisée, secrète, sophistiquée et par conséquent plus puissante.

## État actuel
En juin 2019, la police italienne a procédé à l'arrestation de plus de 120 criminels membres de l’Alliance au cours d'une opération anti-Camorra. Elle a déclaré avoir saisi aussi 130 millions d'euros chez ces derniers. Parmi les personnes arrêtées, figuraient les épouses des chefs des clans Bosti, Mallardo, Licciardi et Contini, ainsi que leurs lieutenants, enfants, petits-enfants et entrepreneurs qui travaillaient pour l'alliance,. Mais, la cheffe Maria a réussi à échapper à la police lors de l'opération.
En mai 2020, Patrizio Bosti, un des responsables de l’Alliance de Secondigliano et l’un des plus puissants dirigeants vivants de la Camorra, a été libéré de prison. En effet, Bosti, qui purgeait une peine de prison depuis son arrestation en Espagne en 2008, ne devait pas être libéré avant 2023. Cependant, il a mené avec succès une action en justice contre l’État, invoquant un traitement inhumain dû à la surpopulation carcérale.
Selon les enquêtes, la liberté de Bosti rend l’Alliance de Secondigliano encore plus forte ; étant donné que Maria Licciardi est également libre. Le 16 mai 2020, Bosti a été de nouveau arrêté. La nouvelle ordonnance d’emprisonnement concerne un nouveau calcul de la peine par la justice d’Émilie-Romagne, car il purgeait sa peine dans la région sur la base de documents fournis par le procureur de Naples. Selon les autorités, Bosti doit purger six ans d'emprisonnement supplémentaires,.
Le 7 août 2021, Maria Licciardi est arrêtée à l'aéroport de Ciampino par les Carabiniers sur l'instruction du procureur de Naples, accusée d'avoir organisé des rackets d'extorsion en tant que patronne du Clan Licciardi alors qu'elle se rendait en Espagne.

## Activités
Aux Pays-Bas, en Amérique du Sud et dans les Balkans d'autres membres qui dirigeaient des activités illicites pour le compte de l'Alliance ont été appréhendés.
Outre ces pays, l'Alliance est soupçonnée d'utiliser Saint-Domingue, en République dominicaine, pour blanchir de l'argent.
Les autorités estiment que le groupe s'est affilié à la Commisso dans le trafic et la vente de cocaïne et de marijuana en provenance d'Amérique du Sud, via les Pays-Bas.